# Nationalbibliothek Albaniens
Die Nationalbibliothek Albaniens (albanisch Biblioteka Kombëtare e Shqipërisë) in Tirana ist die zentrale wissenschaftliche Bibliothek Albaniens.

## Geschichte
Die Bibliothek wurde am 10. Juli 1920 gegründet. Als Grundstock diente die Stiftung der Komisia Letrare Shqipe, ein albanisch-österreichischer Verein, der bereits 1917 in Shkodra aktiv war. Kurz nach der Einweihung 1922 hatte die Nationalbibliothek ihren Sitz im Bildungsministerium in Tirana. Damals hatte sie einen Bestand von rund 600 Werken. Bis zu diesem Zeitpunkt gab es einen Zuwachs von rund 150 Titel jährlich, zehn Jahre später waren es durchschnittlich 250. Bis 1944 waren neben Tirana auch Shkodra und Korça wichtige Verlags- und Druckorte.

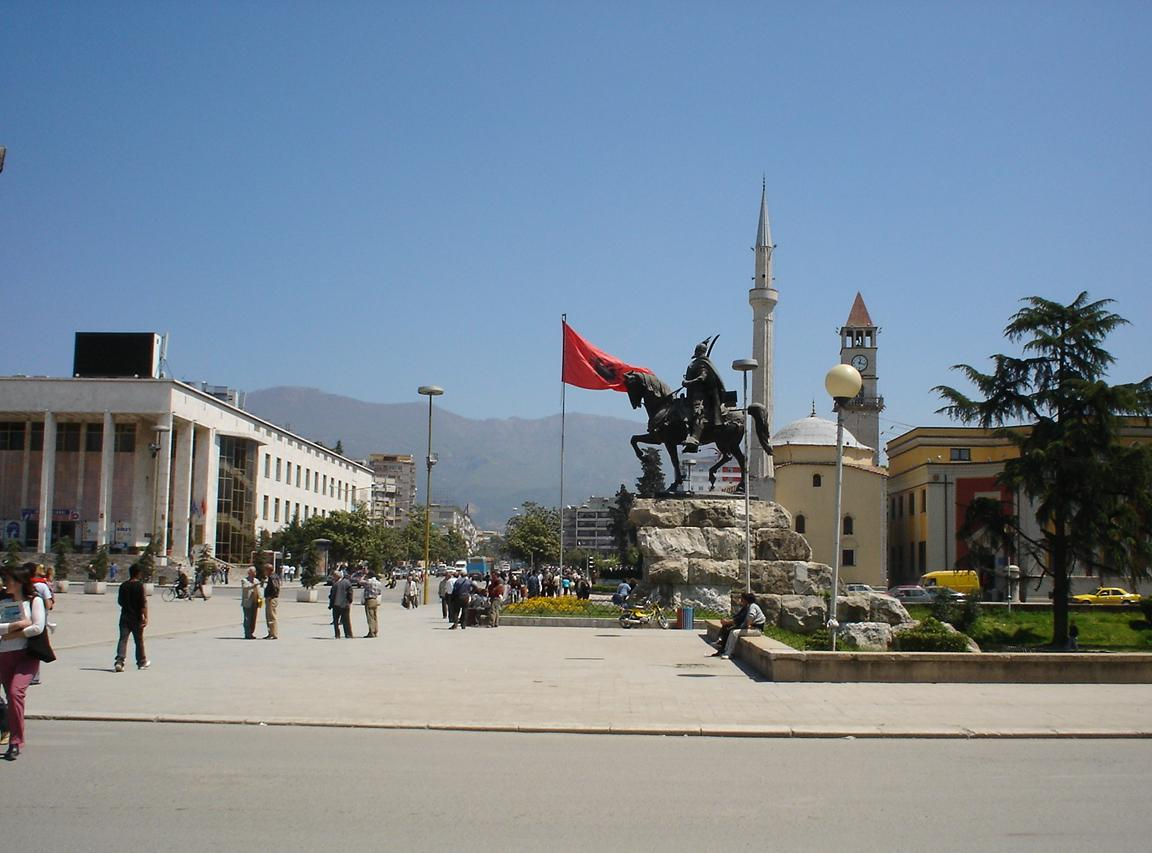
Die Nationalbibliothek ist im Südflügel des Kulturpalasts (links) untergebracht.

Untergebracht ist die Bibliothek heute im Kulturpalast am Skanderbeg-Platz. Sie ist die wichtigste Bibliothek des Landes und verfügt über mehr als 1,1 Millionen Exemplare. Der aktuelle Bestand wächst durchschnittlich mit rund 20.000 bibliothekarischen Materialien im Jahr. Die Aufgabe der Nationalbibliothek umfasst die Erschließung der Bestände und deren Bereitstellung für Leser und Interessierte.

## Digitale Bibliothek
Der digitalisierte Katalog der Nationalbibliothek Albaniens ist ein Katalog, der auf Datenbanken von digitalisierten Karten basiert und über das Web oder über lokale Datenträger zugänglich ist. Die Digitalisierung begann im Jahr 1994. Der Online-Katalog der Nationalbibliothek Albaniens enthält bibliografische Datensätze wie Bücher, Artikel, Karten, Dissertationen, Zeitschriften und audiovisuelle Medien, aber auch spezifische Aufzeichnungen von albanischsprachigen Publikationen, die nachträglich katalogisiert wurden.
Dieser Katalog enthält auch digitale Bilder von Manuskripten, antiquarische Bücher und Karten aus dem 16. bis 18. Jahrhundert. Der aktuelle Gegenstand der digitalisierten Materialien wurde mit der Universal Decimal Classification indiziert. Das Projekt, das Ende 1997 gestartet wurde, soll den Zettelkatalog von albanologischen und balkanologischen Spezialsammlungen digitalisieren.